# Ercan Aytuglu
Ercan Paul Aytuglu, född 9 oktober 1979 i Ljungarums församling i Jönköpings län, är en rugbyspelare. 